# Hnutí sta květů

Národní znak Čínské lidové republiky

Hnutí sta květů nebo Kampaň sta květů bylo období let 1956–1957, během něhož Komunistická strana Číny povolila otevřené vyjadřování názorů na komunistický režim včetně kritiky strany, čímž chtěla získat reflexi od inteligence.

## Historické pozadí
V Číně se v době před Hnutím sta květů (tedy období druhé poloviny roku 1955) zrychlovalo tempo socialistické transformace. Uspíšil se proces kolektivizace zemědělství a rovněž mnoho zemědělců bylo nuceno přecházet z oboru zemědělství k průmyslu. Tím, jak docházelo ke kolektivizaci, byli zemědělci nuceni vstupovat do družstev. Mao Ce-tung chtěl, aby do roku 1957 prošla kolektivizací až polovina rolníků. V červenci 1955 zemědělská družstva sdružovala 63 procent veškerého venkovského obyvatelstva:s.340 a na konci roku 1956 už zbývala pouhá tři procenta samostatně hospodařících rolníků.:s.341 Z ideologického hlediska se dá říci, že tato kampaň za zrychlení byla úspěšná, ovšem z hlediska ekonomiky se jednalo o debakl. Rolníci ve družstvech přestali být motivováni k práci, a tak začaly klesat odvody zemědělských plodin. To vše byla vyšší inteligence s to vidět, ovšem kvůli tomu, že Mao Ce-tung spatřoval v intelektuálech hrozbu, postaral se formou odstrašujících případů o to, aby inteligence nepromluvila a nebouřila se. Nicméně v Číně na počátku roku 1956 chyběla kvalifikovaná pracovní síla; Číně scházeli inženýři a vědci, a tak se Peking snažil vytvořit příznivější atmosféru, aby je nalákal zpět z Ameriky či Evropy. Po dlouhodobém pronásledování osob se samostatnou myšlenkou, během kterého Čínu zavalila vlna sebevražd, započala mírná liberalizace a mír.:s.346 Na základě oživování kulturního a společenského života pak Mao Ce-tung pronesl větu „Ať rozkvete sto květů, ať soupeří sto škol” (pinyin: Bǎihuāqífàng, bǎijiāzhēngmíng, zjednodušená čínština: 百花齐放，百家争鸣). Do konce roku 1956 byly položeny základy kampaně, jež měla přimět stranu k citlivějšímu a vnímavějšímu přístupu k přáním lidu, a uvolnění tvrdé kázně mělo posloužit jako pojistný ventil, kterým unikne přebytečná pára nespokojenosti.:s.346

## Hnutí sta květů

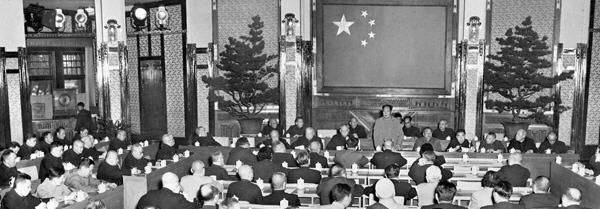
Mao Ce-tung na konferenci, 2. května 1956, kde ohlásil politiku Ať rozkvétá sto květů, ať spolu soupeří sta škol.

V květnu roku 1956 přednesl Mao Ce-tung na zasedání Státní rady Čínské lidové republiky novou politiku pro vědu a kulturu. Název této kampaně pochází z dvojverší z období dynastie Čou 1222–225 př. n. l. (pinyin: Zhōu, zjednodušená čínština: 周). Přesné obsahy jeho původních projevů nejsou známy. Známy jsou pouze z interpretací jiných zplnomocněných osob, neboť tak mohl Mao obvinit dané autory, že jeho slova vyložili špatně. Komentář k hnutí sta květů interpretoval Lu Ting-i. „Vyzval ke kritice KS Číny, protože, jak tvrdil, může být užitečná především pro samotnou komunistickou stranu, stejně jako je dobře míněná kritika užitečná každému myslícímu člověku. Kritizujícím pak zaručil absolutní beztrestnost.“ Tak započala vlna kritiky ze strany inteligence. 7. ledna 1957:s.348 dokonce vyšel v Žen-min ž‘-pao (pinyin: Rénmín Rìbào, zjednodušená čínština: 人民日报) dopis konzervativní skupiny straníků, kteří se vyjadřovali negativně ke kritikám namířeným proti straně. Tím, že Mao Ce-tung nechal jako reakci na dopis otisknout svůj nesouhlas s ním, rozpoutal ještě větší mylný pocit svobody volně se vyjadřovat. Začaly vznikat různé semináře, kde se probíraly nedostatky strany či se vylepovaly protistranické plakáty. Velmi často bylo KS vytýkáno nepatřičné zacházení s inteligencí, považovanou „v jednu chvíli za psí výkaly a 10 000 uncí zlata okamžik nato“.:s.354 V soukromí však Mao Ce-tung jednal jinak. Svým nejbližším stranickým kolegům sdělil, že kritizující jednají naprosto špatně a že svobody, kterou považují za nedostatečnou, není málo, ale naopak příliš mnoho.:s.348

## Hnutí za nápravu stylu práce
Dalšími fázemi Hnutí sta květů pak byla Hnutí za nápravu stylu práce (pinyin: zhěngfēngyùndòng, zjednodušená čínština: 整风运动) a následně Kampaň proti pravičákům (pinyin: Fǎnyòupài Dòuzhēng, zjednodušená čínština: 反右派们争). První z nich, tedy Hnutí za nápravu stylu práce, vypukla po zveřejnění upraveného projevu Mao Ce-tunga „O správném řešení rozporů uvnitř lidu“ (pinyin: guānyú zhèngquè chǔlǐ rénmín nèibù máodùn, zjednodušené znaky: 关于正确处理人民内部矛盾), předneseném 27. února 1957 na zasedání Státní rady ČLR. Podstatou projevu je myšlenka, že rozpory uvnitř lidu je možno řešit metodou „jednota – kritika – jednota“. V tomto projevu, zveřejněném 27. dubna 1957 v deníku Žen-min ž‘-pao, byly vypracovány instrukce ke kritice metod stranických funkcionářů. Rozšířily se tak diskuze z období Hnutí sta květů (ty byly převážně společenskovědní a literární) na témata nyní s politickým podtextem, např. opodstatnění vedoucí úlohy KSČ, postavení žen ve společnosti, nedokonalá lékařská péče, kritika byrokracie v okruhu akademických věd a další. Tak započala lavina kritiky nyní nejen ze strany intelektuálů, ale rovněž straníků. K nejčastějším stížnostem patřil požadavek řízení se čistě zákony, a ne přísnými nařízeními strany. Rovněž byly vzneseny požadavky na demokratičtější vedení, někteří příslušníci privilegovaných vrstev se pouštěli i do kritik zahraniční politiky.

## Kampaň proti pravičákům
V polovině července 1957 nastal obrat v kampaních, jež povolovaly kritiku strany. Byl zveřejněn původní obsah Maova projevu O správném řešení rozporů uvnitř lidu, ve kterém bylo nyní přímo jmenováno šest kritérií, jež umožňovala kritiku. Rovněž tento původní projev obsahoval odstavec, kde Mao tvrdí, že v Číně stále existují kontrarevolucionáři, jejichž projev je třeba potlačit. Tvrdil, že mezi novými členy z řad intelektuálů je mnoho těch, kteří mají myšlení, jež v rozporu se stranickou ideologií popírají stranického ducha a třídní povahu tisku. Výsledkem tohoto boje bylo zadržení 520 tisíc občanů, kteří byli nuceni k převýchově prací či byli vyhnáni na venkov, kde se měli učit od rolníků správnému třídnímu uvědomění.:s.348
Historikové se neshodnou, zda Mao byl překvapen masivní kritikou z kampaně Hnutí sta květů a ta ho přiměla k vyvolání Kampaně proti pravičákům, anebo Hnutí sta květů zamýšlel rovnou k odhalení lidí kritických a tím v jeho očích i nepřátelských vůči režimu.